# 谢雷欧
谢雷欧（法語：Cherré-Au，法語發音：[ʃɛʁe o]）是法国萨尔特省的一个市镇，属于马梅尔斯区。该市镇于2019年由原市镇谢雷和谢罗合并而成，行政中心位于谢雷。

## 地理
谢雷欧（48°7'46"N, 0°40'22"E）面积30.37 平方千米，位于法国卢瓦尔河地区大区萨尔特省，该省份为法国西北部内陆省份，北起顺时针与奥恩省、厄尔-卢瓦省、卢瓦-谢尔省、安德尔-卢瓦尔省、曼恩-卢瓦尔省和马耶讷省接壤，是法国大西部的入口，连接卢瓦尔河谷、布列塔尼和巴黎盆地。
与谢雷欧接壤的市镇（或旧市镇、城区）包括：阿沃泽、瑟通、科尔姆、圣迈克桑、维莱讷拉戈奈、圣马丹德蒙、貝爾納堡、梅姆河畔苏维涅。
谢雷欧的时区为UTC+01:00、UTC+02:00（夏令时）。

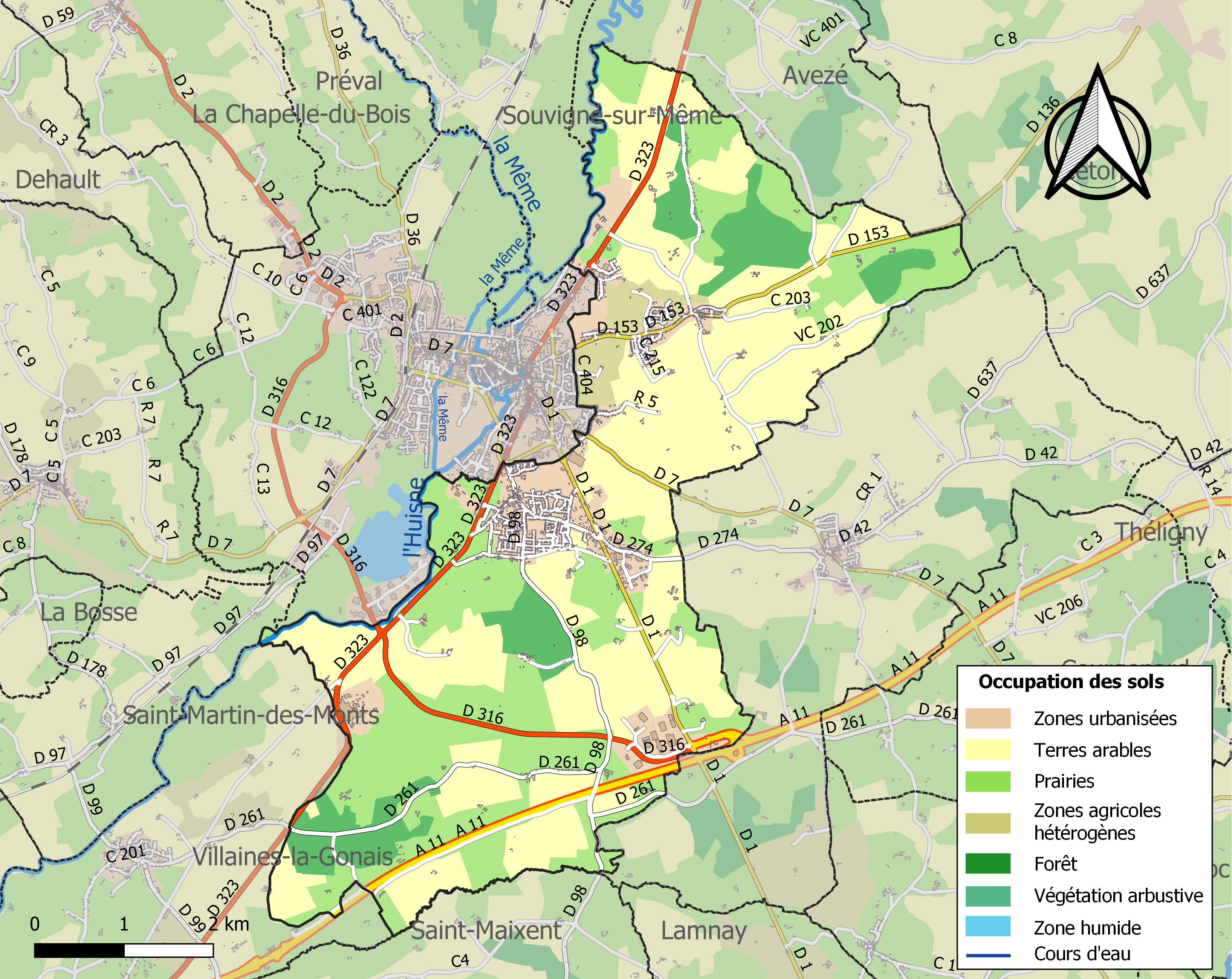
谢雷欧的OSM定位图

## 行政
谢雷欧的邮政编码为72400，INSEE市镇编码为72080。

## 政治
谢雷欧所属的省级选区为贝尔纳堡县。

## 人口
谢雷欧于2022年1月1日时的人口数量为2746人。